# Canicules de 2010 dans l'hémisphère nord
Les canicules de 2010 dans l'hémisphère nord touchent la majeure partie des États-Unis, du Kazakhstan, de la Mongolie, de la Chine, d'Hong Kong, mais aussi l'Afrique du Nord et le continent européen dans son ensemble, ainsi que des régions du Canada, de la Russie, de l'Indochine, de la Corée du Sud et du Japon en mai, juin, juillet et août 2010.
La première phase des vagues de chaleur mondiales est provoquée par un épisode modéré du phénomène El Niño, qui dure de juin 2009 à mai 2010. Elle d'étend d'avril 2010 à juin 2010, et ne provoque que des températures modérément supérieures à la moyenne dans les zones touchées. Cependant, de nouvelles températures record sont rapportées dans la majeure partie de la zone touchée de l'hémisphère nord. La deuxième phase (la principale et la plus dévastatrice) est provoquée par un très fort événement du phénomène La Niña, qui dure de juin 2010 à juin 2011.

## Particularités du phénomène
Les vagues de chaleur commencent en avril 2010, lorsque de larges anticyclones commencent à se développer dans la plupart des régions touchées de l'hémisphère nord. Le plus puissant, l'anticyclone de Sibérie, a une pression maximale de 1 040 hPa. La vague de chaleur prend fin en octobre 2010, lorsque ces anticyclones se dissipent. La deuxième phase, qui dure de juin à octobre 2010, provoque de fortes vagues de chaleur et des températures record. 
Juin 2010 est le quatrième mois le plus chaud consécutif jamais enregistré, avec 0,66 °C au-dessus de la moyenne, alors que la période d'avril à juin est la plus chaude jamais enregistrée pour les terres émergées de l'hémisphère nord, à 1,25 °C au-dessus de la moyenne. Le précédent record de température moyenne mondiale en juin avait été établi en 2005 à 0,66 °C, et le précédent record de chaleur d'avril à juin sur les terres de l'hémisphère Nord était de 1,16 °C au dessus de la moyenne, en 2007.
Les conditions météorologiques provoquent des incendies de forêt en Chine, où trois membres d'une équipe de 300 personnes décèdent dans l'un d'eux qui se produit dans le comté de Binchuan à Dali, alors que le Yunnan subit la pire sécheresse en 60 ans le 17 février[pas clair]. Une sécheresse majeure est aussi signalée à travers le Sahel dès janvier. En août, une partie de la langue du glacier Petermann reliant le nord du Groenland, le détroit de Nares et l'océan Arctique s'est rompue, devenant alors la plus grande plate-forme de glace à se détacher dans cette zone en 48 ans[réf. souhaitée].

## Causes identifiées
L'Organisation météorologique mondiale déclare que les vagues de chaleur, les sécheresses et les inondations correspondent aux prévisions fondées sur le réchauffement de la planète pour le XXIe siècle, notamment celles fondées sur le quatrième rapport d'évaluation du GIEC de 2007 du Groupe d'experts intergouvernemental sur l'évolution du climat. Certains climatologues soutiennent que ces phénomènes météorologiques ne se seraient pas produits si le niveau de dioxyde de carbone atmosphérique avait été limité aux niveaux préindustriels,.
Selon les météorologues, La Niña de 2010-2011 est l'un des événements les plus marquants du genre jamais observés. Ce même événement a également des effets dévastateurs[En quoi ?] dans les États de l’est de l’Australie.

## En Europe
La canicule européenne de 2010 est une période de chaleur estivale inhabituelle qui a affecté principalement la Russie en juillet 2010. Ce mois a été le plus chaud jamais enregistré à Moscou depuis 1880, date des premiers enregistrements météorologiques modernes et même les nuits ont souvent été « tropicales ». Cet évènement climatique a vu de nombreux records de température tomber. Ainsi à Moscou, le 31 juillet 2010, la température est montée à plus de 38 °C et le 7 août, Saint-Pétersbourg connaissait son maximum record absolu à 37,1 °C.